# ليوبيشا ستيفانوفيتش
ليوبيشا ستيفانوفيتش بالصربية : Љубиша Стефановић (4 يناير 1910 في بلغراد ، يوغوسلافيا – 17 مايو 1978 في نيس ، فرنسا) لاعب كرة قدم صربي راحل مثل منتخب يوغوسلافيا في 4 مباريات دولية وشارك معه في بطولة كأس العالم لكرة القدم 1930 التي أقيمت في الأوروغواي .

## وصلات خارجية
- ليوبيشا ستيفانوفيتش على موقع الاتحاد الدولي (مؤرشف)  (الإنجليزية)
- ليوبيشا ستيفانوفيتش على موقع قاعدة بيانات كرة القدم.إي يو (الإنجليزية)
- ليوبيشا ستيفانوفيتش على موقع ناشيونال فوتبول تيمز (الإنجليزية)
- ليوبيشا ستيفانوفيتش على موقع عالم كرة القدم.نت (الإنجليزية)

- سيرة ذاتية في موقع الاتحاد الصربي لكرة القدم